# Romain Maes
Romain Maes (Zerkegem, Jabbeke, 10 d'agost de 1912 - Groot-Bijgaarden, 22 de febrer de 1983) fou un ciclista belga que fou professional entre 1933 i 1942. Era el tretzè d'una família de quinze fills. Ses pares eren moliners al molí Hogedijkmolen que data de 1623.
El seu èxit més important fou la victòria final al de Tour de França de 1935. En aquesta mateixa cursa guanyà quatre etapes en les diferents participacions. Jean Aerts era el seu mèntor.
Després de la carrera ciclista va obrir un bar amb hostal «Au Maillot Jaune», avui desaparegut, al carrer Vooruitgangstraat, prop de l'Estació del Nord de Brussel·les. Sa filla Jenny va casar-se amb el futbolista Jef Vliers.

## Reconeixement
Al municipi de Jabbeke, amb el qual el seu poble natal de Zerkegem va fusionar, s'ha organitzat una ruta ciclista «Fietsroute Romain Maes» de 42 quilòmetres. El 2012 s'hi va inaugurar una estàtua, de l'esculptor Marcel Vandenbilcke, que serveix de fita per al començament de la ruta.

## Palmarès
- 1933
  - 1r al Circuit de l'Oest
  - 1r a Stekene
- 1934
  - Vencedor d'una etapa a la París-Niça
  - Vencedor d'una etapa al Circuit de l'Oest
  - 1r a Wevelgem
- 1935
  - 1r al Tour de França i vencedor de tres etapes, portant el mallot groc durant totes les etapes d'aquella edició
  - 1r de la París-Lilla
  - 1r del Critèrium de Tournai
- 1936
  - 1r del Circuit de París
- 1939
  - 1r al Circuit de les Regions Flamenques
  - Vencedor d'una etapa al Tour de França

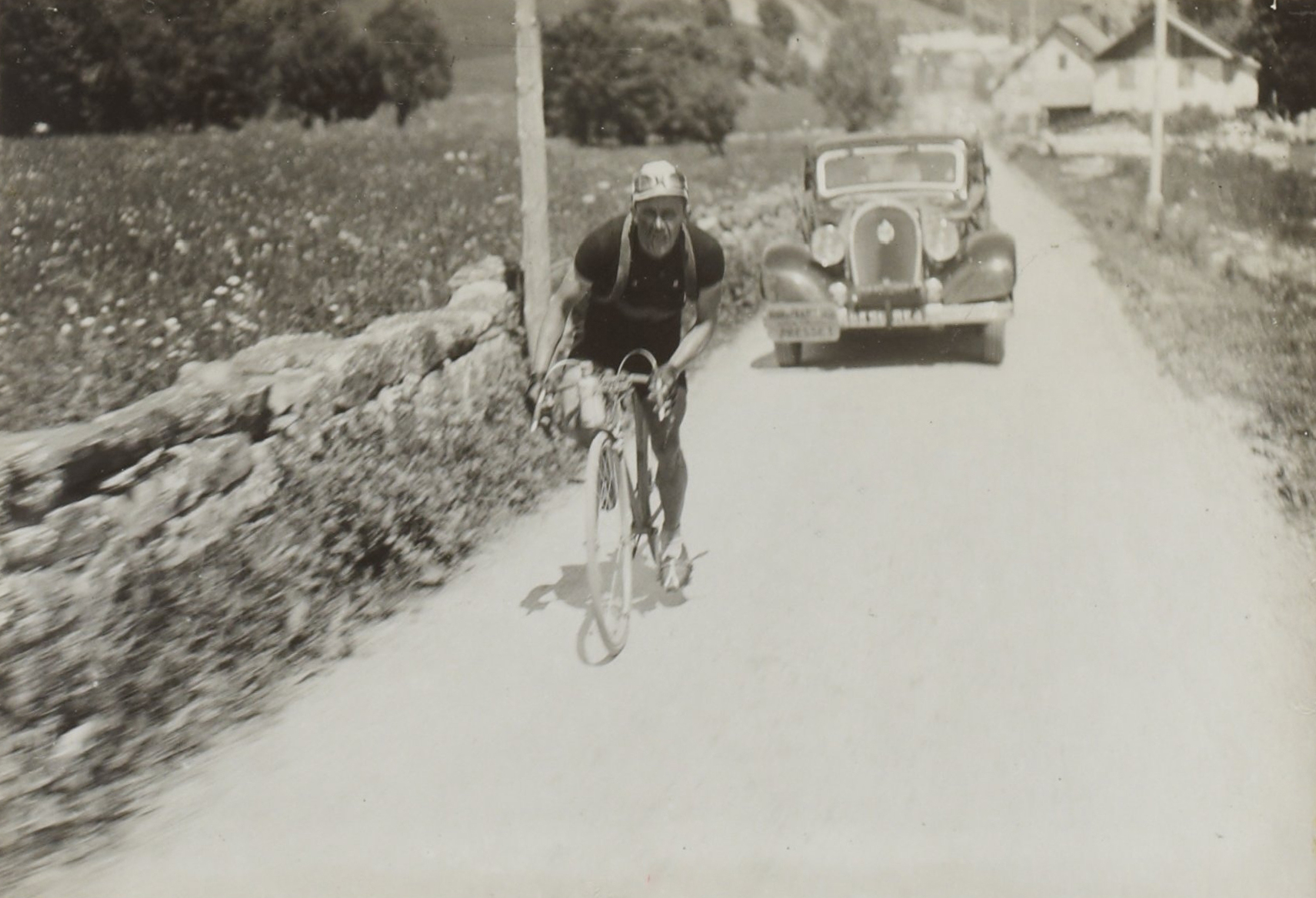
Romain Maes pujant el Galibier al Tour de França de 1936.

- 1942
  - 1r del Premi de Pâturages
  - 1r del Premi de Marcinelle

### Resultats al Tour de França
- 1934. Abandona (10a etapa)
- 1935. 1r de la classificació general. Vencedor de 3 etapes
- 1936. Abandona (7a etapa)
- 1939. Abandona (8a etapa). Vencedor d'una etapa